# Мезорегиони в Бразилия
Мезорегионите в Бразилия (на португалски: Mesorregião) са били съставни на отделните щати региони, в чиито граници са влизали няколко общини със сходни икономически, географски и демографски характеристики. През 2017 г. това деление е отменено и заменено с „междинни географски региони“. Броят и границите на мезорегионите в Бразилия бяха определени от Бразилския институт по география и статистика за статистически нужди и не бяха административно-териториални единици на страната. Те се деляха по-нататък на микрорегиони.
Към 2014 г. е имало 5569 общини, разпределени между 557 микрорегиона и 136 мезорегиона.